# Slivyé

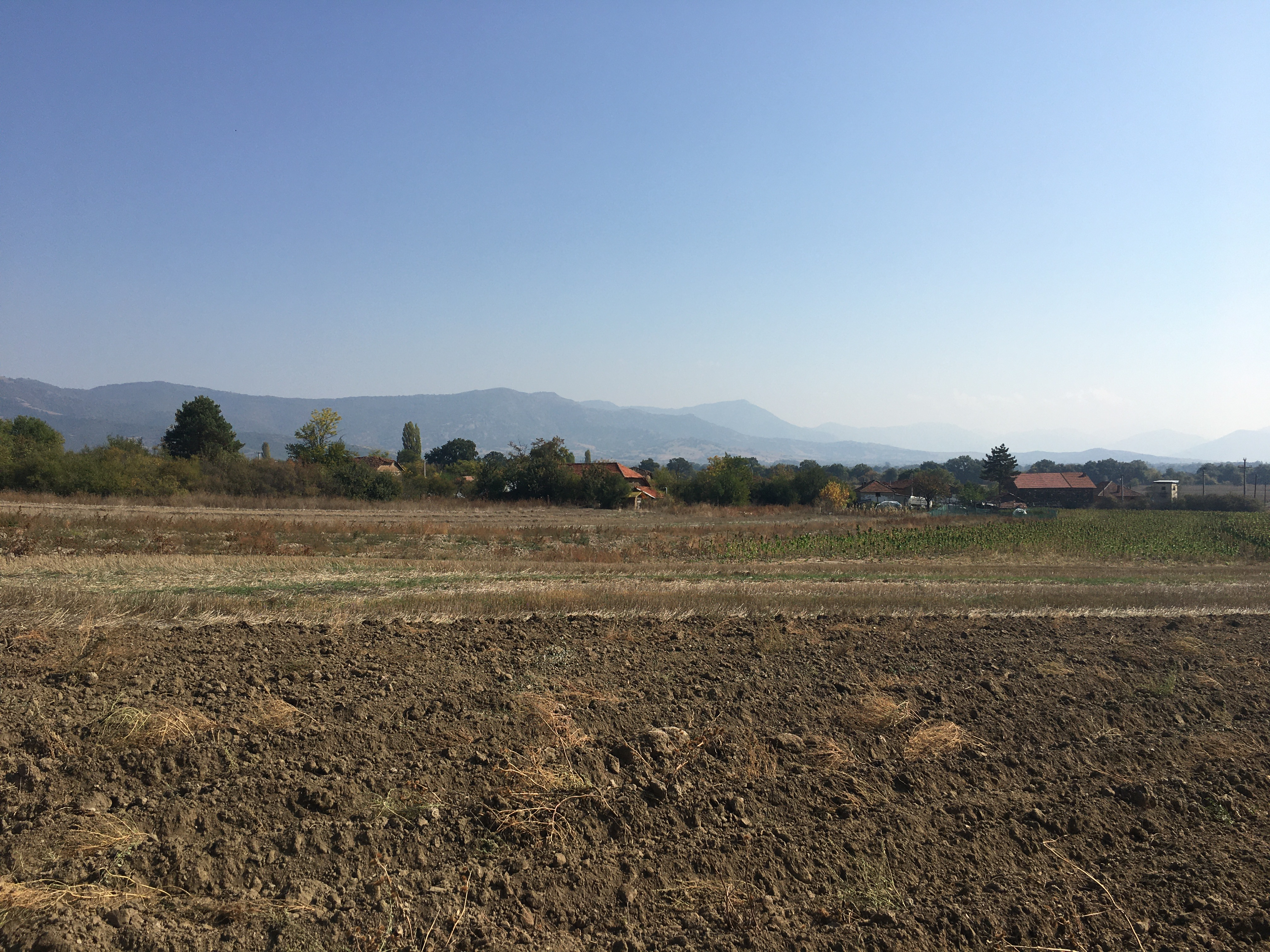
vue du village de Slivyé

Slivyé (en macédonien Сливје) est un village du centre de la Macédoine du Nord, situé dans la municipalité de Dolneni. Le village comptait 35 habitants en 2002.

## Démographie
Lors du recensement de 2002, le village comptait :
- Macédoniens : 35